# Selenia albilinea
Selenia albilinea là một loài bướm đêm trong họ Geometridae.